# CubeBug-1
CubeBug-1 (auch Capitán Beto) ist ein argentinischer Amateurfunksatellit und ehemaliger Technologieerprobungssatellit.

## Aufbau und Nutzlast
Bei CubeBug-1 handelt es sich um einen Cubesat der Größe 2U. Er diente der Erforschung und Entwicklung eines neuen Designs für Cubesats. Hauptnutzlast sind ein ARM-basierter Einplatinencomputer, eine Miniatur-Reaktionsrad und eine Digitalkamera mit niedriger Auflösung. Alle Komponenten sind handelsübliche Standardbaugruppen (COTS). Die Software des Satelliten wurde als Open Source Projekte veröffentlicht. Geplant war auch eine Veröffentlichung des Hardwardesigns als Open Hardware.
Der Satellit hat das Rufzeichen LU1VZ-11 und sendet auf 437,445 MHz in der Betriebsart AX.25.

## Missionsverlauf
CubeBug-1 wurde am 26. April 2013 zusammen mit Gaofen 1 sowie den Sekundärnutzlasten TurkSat-3USat und NEE-01 Pegaso am mit einer Langer Marsch 2D vom Kosmodrom Jiuquan ins All gestartet.